# Ulf von Euler

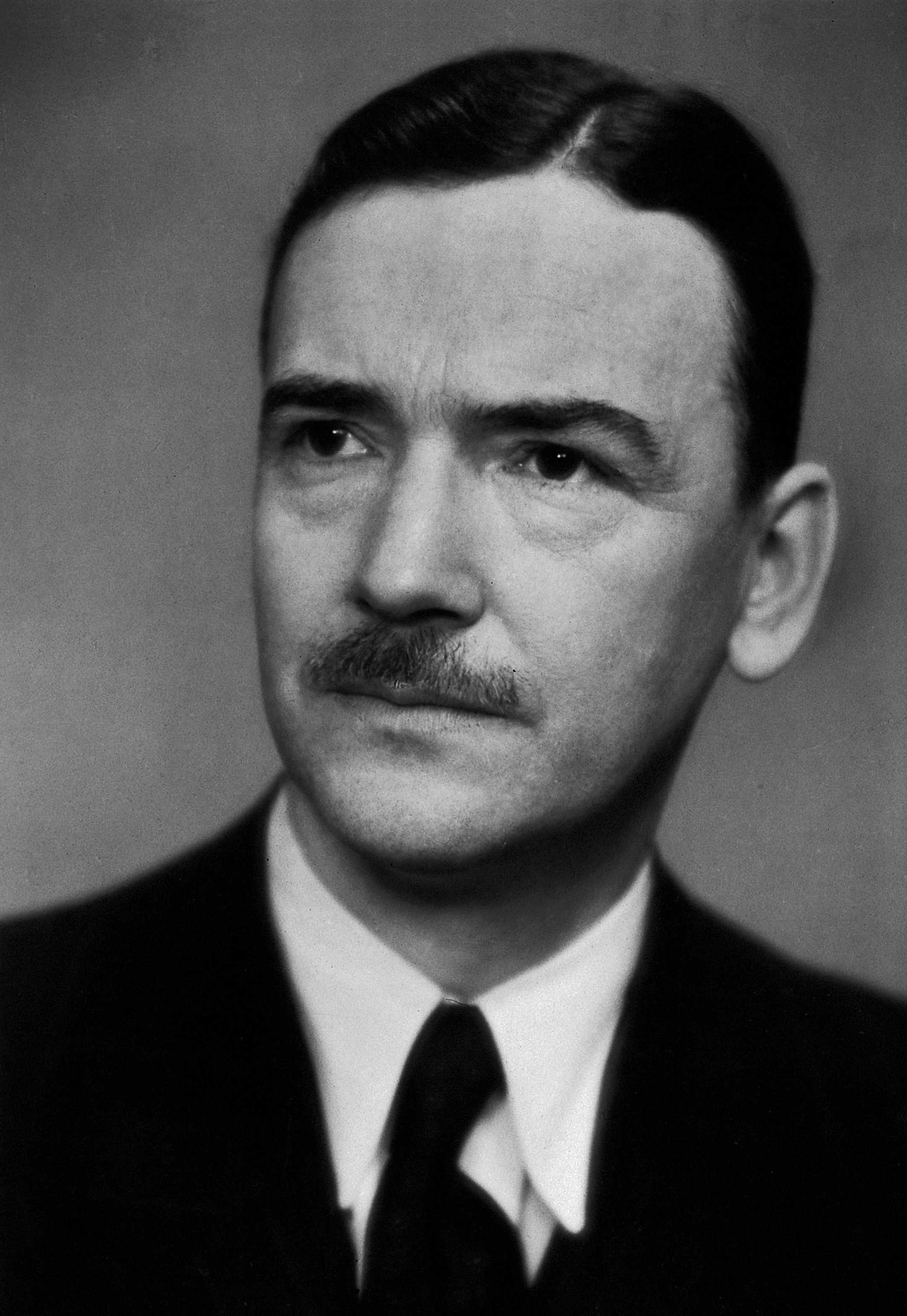
Ulf von Euler

Ulf Svante von Euler-Chelpin (* 7. Februar 1905 in Stockholm, Schweden; † 9. März 1983 ebenda) war ein schwedischer Mediziner, Physiologe, Pharmakologe, Neurophysiologe und Neurochemiker. 1970 erhielt er den Nobelpreis für Physiologie oder Medizin zusammen mit Bernard Katz und Julius Axelrod für die Entdeckung von Neurotransmittern, im Fall von Euler von Noradrenalin.

## Leben
Ulf Svante von Eulers Vater Hans Karl August Simon von Euler-Chelpin war Nobelpreisträger für Chemie 1929, seine Mutter Astrid Cleve war Professorin für Botanik und Geologie (Tochter von Per Teodor Cleve). Er ist mit Leonhard Euler verwandt.
Euler studierte ab 1922 Medizin am Karolinska-Institut, forschte bei Robin Fåhraeus über Sedimentation und Rheologie von Blut und über die Pathophysiologie der Vasokonstriktion und wurde 1930 promoviert. Im selben Jahr wurde er Assistenzprofessor für Pharmakologie. 1930/31 war er mit einem Rockefeller-Stipendium in London bei Henry Dale, in Birmingham bei I. de Burgh Daly, in Gent bei Corneille Heymans und in Frankfurt bei Gustav Embden. 1934 war er in London bei dem Biophysiker Archibald Vivian Hill und 1946/47 in Buenos Aires mit Bernardo Houssay. Er blieb den Rest seiner Karriere Professor am Karolinska-Institut.
Er isolierte und beschrieb 1935 unabhängig von Maurice Walter Goldblatt die Prostaglandine zum ersten Mal im menschlichen Sperma und entdeckte weiterhin, dass das von Peter Holtz „entdeckte“ Noradrenalin als chemischer Informationsübermittler in den Nervenfasern fungiert. Von Euler hatte als Erster den sympathischen postganglionären Neurotransmitter in Nervenendigungen der Milz nachgewiesen.
Ulf von Euler wurde 1939 Professor für Physiologie an der Stockholmer Universität und leitete zudem das Karolinska-Institut. Ab 1953 war er Mitglied des Nobelkomitees und zeitweise auch dessen Präsident.
1961 erhielt Euler einen Gairdner Foundation International Award. Im Jahr 1962 wurde er zum Mitglied der Leopoldina gewählt. Die Deutsche Pharmakologische Gesellschaft verlieh ihm 1968 mit der Schmiedeberg-Plakette ihre höchste Ehrung. Zwei Jahre später erhielt er für seine Arbeiten gemeinsam mit Julius Axelrod und Sir Bernard Katz den Nobelpreis für Physiologie oder Medizin für ihre Entdeckungen im Zusammenhang mit den humoralen Transmittern in den Nervenenden und den Mechanismus ihrer Speicherung, Freigabe und Inaktivierung.
Zusammen mit Göran Liljestrand entdeckte er die hypoxische pulmonale Vasokonstriktion, einen Mechanismus, der in der gesunden Lunge reflexartig die Durchblutung nicht belüfteter Lungenanteile durch eine regionale Gefäßverengung reduziert. Dadurch wird erreicht, dass weitgehend nur die Anteile durchblutet werden, in denen auch Sauerstoff aufgenommen werden kann. Dieser Mechanismus wird nach den Entdeckern auch Euler-Liljestrand-Mechanismus genannt.
Seit 1970 war er Mitglied der American Philosophical Society. 1972 wurde von Euler in die American Academy of Arts and Sciences und die National Academy of Sciences gewählt und 1973 wurde er auswärtiges Mitglied der Royal Society.
Ulf von Euler war von 1930 bis 1957 mit Jane Sodenstierna verheiratet und hatte mit ihr vier Kinder. 1958 heiratete er die Radiojournalistin Gräfin Dagmar Cronstedt.